# Taikichi Irie
Pour les articles homonymes, voir Irie.
Taikichi Irie (入江 泰吉, Irie Taikichi) (5 novembre 1905-16 janvier 1992) est un photographe japonais, spécialiste de Yamatoji (sites historiques de la préfecture de Nara) et des statues bouddhistes. 

## Biographie
Né à Nara, au Japon, en 1905, Taikichi Irie s'intéresse à la photographie dans son adolescence, sous l'influence d'un frère. Il commence à travailler dans un magasin d'appareils photo à Osaka en 1925 et en 1931 met sur pied sa propre société à Osaka, Kōgeisha (光芸社), qui fait des photographies de matériel et de la publicité tout en vendant des produits photographiques. Il commence à prendre des photos de bunraku en 1939 et en 1942 se tient sa première exposition personnelle (à Osaka), de marionnettes bunraku. Sa maison d'Osaka est détruite au cours d'un bombardement de 1945, et il retourne dans sa maison familiale à Nara.
Les photographies d'Irie de l'imagerie bouddhiste sont publiées dès le début des années 1940, et en 1958, il se lance dans ce qui sera une abondante production de livres de ces photographies, qui sont un succès commercial.
Taikichi est lauréat de l'édition 1966 des prix de la Société de photographie du Japon dans la catégorie « contributions remarquables ».
En avril 1992, trois mois après sa mort, un musée consacré en grande partie à l'œuvre d'Irie est fondé à Nara : le musée municipal de photographie de Nara (奈良市写真美術館, Nara-shi Shashin Bijutsukan).

## Albums
- Bunraku (文楽?), Tokyo, Sōgensha, 1954.
- Tōdaiji (東大寺?), Nihon no Tera 1, Tokyo, Bijutsu Shuppansha, 1958.
- Yamatoji (大和路?), deux volumes, Tokyo, Sōgensha, 1958, 1960.
- Butsuzō no hyōjō (仏像の表情?), Tokyo, Jinbun'ōraisha, 1964.
- Koshiki Yamatoji (古色大和路?), Tokyo, Hoikusha, 1971.
- Tōshō Daiji (唐招提寺?), Tokyo, Mainichi Shinbunsha, 1973.
- Yamato no matsuri (大和の祭り?), Tokyo, Asahi Shinbunsha, 1974.
- Irie Taikichi (入江泰吉?), Taikichi Irie, Nihon no Shashinka 10, Tokyo, Iwanami Shoten, 1997.